# Вероника ключевая
Веро́ника ключева́я, или Вероника водная, или Веро́ника берегова́я (лат. Veronica anagallis-aquatica) — многолетнее травянистое растение, вид рода Вероника (Veronica) семейства Подорожниковые (Plantaginaceae).

## Ботаническое описание
Корневище ползучее, укореняющееся, толстое. Стебли высотой 10—80 (до 150) см, цилиндрические или неясно четырёхгранные, полые, прямые, у основания восходящие, более менее ветвистые или простые, голые, иногда вверху скудно железистоопушенные.
Листья супротивные, сидячие (нижние иногда на очень коротких черешках), длиной 2—10 см, шириной 0,5—4 см, яйцевидные, продолговато-ланцетные или чаще ланцетные до линейных, у основания часто сердцевидно-полустеблеобъемлющие, иногда срастающиеся основаниями, коротко заострённые (иногда туповатые), цельнокрайные или пильчато-зубчатые, зазубренные, блестящие, с одной или тремя жилками.
Кисти выходят из пазух верхних листьев, длиннее листьев, многоцветковые, образуют как бы метельчатое соцветие; цветки на отклонённых под острым углом к оси соцветия цветоножках, длиннее чашечки и линейных нитевидных прицветников, иногда волосистые, при плодах длиной 4—6 мм. Чашечка глубоко четырёхраздельная, зубцы чашечки обычно длиннее коробочек, эллиптические, неравные, островатые; венчик диаметром 4—5 мм, длиной 2,5—4 мм, от беловатого до грязно-фиолетового, с жёлтым кольцом в трубке, доли венчика в 4—5 раз длиннее трубки, три лопасти широкояйцевидные, все туповатые. Тычинки короче венчика, изогнутые, с грязно-фиолетовыми пыльниками.
Коробочки голые или железистые, от округлых до эллиптических, с шириной, превышающей длину или почти равной длине, с небольшой выемкой на верхушке или слегка островатые, с боков несжатые, длиной 2—4 мм. Семена овальные, длиной 0,25—0,5 мм, с поверхности мелкоячеистые, двояковыпуклые или плоско-выпуклые.

## Распространение и экология
Вся Западная Европа, за исключением Фарерских островов и Шпицбергена, а также Северной Фенноскандии (не доходит до Полярного круга), острова Средиземного моря и Кавказ; Азия: Турция, Сирия, Ливан, Израиль, Иран, Афганистан, Индия (главным образом на равнинах Пенджаба и в Кашмире, в Гималаях, в бассейнах Инда и Ганга), Непал, Монголия, Китай (до бассейна Хуанхэ на юге, в бассейне Янцзыцзян и южнее), КНДР, Япония (Рюкю, Кюсю, Сикоку, южная часть Хонсю), страны Индокитая; Африка: Эфиопия (в горных районах), Марокко, Алжир, Тунис (близ Средиземного моря), Египет (дельта Нила); Северная Америка: Канада (к северу от Великих озёр), США (широко распространена до Южной Калифорнии на юге); Южная Америка: Аргентина, Чили. На территории бывшего СССР встречается от западной границы до 120° восточной долготы в степной и южной половине лесной зоны, по всей горной части Средней Азии, как заносное в Приморском крае. Северная граница сплошного произрастания проходит с северо-запада на юго-восток, примерно по линии Онежское озеро — место слияния Сухоны и Вычегды — Киров — Пермь — Тобольск — устье Ангары — река Баргузин — река Шилка.
Произрастает по берегам рек и водоёмов, главным образом проточных, часто встречается прямо в руслах, на увлажнённых местах, по сырым лугам, горным ручьям и речкам, на аллювиальные песках; в горах поднимается до субальпийского пояса, до высоты 2500 м над уровнем моря.
Плоды растения часто поражаются долгоносиком (Gymnetron villosus Sch.), благодаря чему образуются шарообразные галлы, сильно изменяющие их форму.

## Классификация

### Таксономия
- Veronica anagallis-aquatica L., 1753, Sp. Pl. : 12

Вид Вероника ключевая включается в род Вероника (Veronica) семейства Подорожниковые (Plantaginaceae) порядка Ясноткоцветные (Lamiales) клады Ламииды, последовательно входящей в более крупные клады Астериды → Суперастериды → Эвдикоты → Цветковые растения. Таксономическая схема в соответствии с Системой APG IV по состоянию на июнь 2024 года:
|  |                          |  |                                   |                                   |                          |  | еще 23 семейства | еще 23 семейства |                       |  |                         |  | еще 507 подтвержденных видов и 147 видов, ожидающих подтверждения | еще 507 подтвержденных видов и 147 видов, ожидающих подтверждения |  |
|  |                          |  |                                   |                                   |                          |  | еще 23 семейства | еще 23 семейства |                       |  |                         |  | еще 507 подтвержденных видов и 147 видов, ожидающих подтверждения | еще 507 подтвержденных видов и 147 видов, ожидающих подтверждения |  |
|  |                          |  |                                   | порядок Ясноткоцветные            |                          |  |                  |                  | род Вероника          |  |                         |  |                                                                   |                                                                   |  |
|  |                          |  |                                   | порядок Ясноткоцветные            |                          |  |                  |                  | род Вероника          |  | 2 внутривидовых таксона |  |                                                                   |                                                                   |  |
|  | клада Цветковые растения |  |                                   |                                   | семейство Подорожниковые |  |                  |                  | вид Вероника ключевая |  |                         |  |                                                                   |                                                                   |  |
|  | клада Цветковые растения |  |                                   |                                   |                          |  |                  |                  |                       |  |                         |  |                                                                   |                                                                   |  |
|  |                          |  | ещё 63 порядка цветковых растений | ещё 63 порядка цветковых растений |                          |  |                  | еще 106 родов    | еще 106 родов         |  |                         |  |                                                                   |                                                                   |  |
|  |                          |  |                                   | ещё 63 порядка цветковых растений |                          |  |                  |                  | еще 106 родов         |  |                         |  |                                                                   |                                                                   |  |

### Внутривидовые таксоны
В рамках выда выделяют несколько подвидов:
- Veronica anagallis-aquatica subsp. anagallis-aquatica
- Veronica anagallis-aquatica subsp. lysimachioides (Boiss.) M.A.Fisch.

- [syn.  Veronica lysimachioides Boiss.]

Некоторые систематики выделяют также
- Veronica anagallis-aquatica subsp. michauxii (Lam.) Jelen. — Памир, Памиро-Алай (Гиссар), Иран (провинция Гилян), Афганистан (Бадахшан), Индия (Гималаи)

- [syn.  Veronica michauxii Lam.]

- Veronica anagallis-aquatica subsp. oxycarpa (Boiss.) Jelen. — горы Средней Азии, Малый Кавказ, Турция, Сирия, Иран (северная половина), Афганистан, Китай (Джунгария, Кашгария), Монголия (Монгольский Алтай)

- [syn.  Veronica bobrovii Nevski]
- [syn.  Veronica oxycarpa Boiss.]